# Романцево
Рома́нцево (рос. Романцево) — присілок у складі Подольського міського округу Московської області, Росія.

## Населення
Населення — 154 особи (2010; 32 у 2002).
Національний склад (станом на 2002 рік):
- росіяни — 100 %